# Старый тарист
«Старый тарист» (азерб. Qоca tarzən) — рассказ азербайджанского писателя и драматурга Абдуррагим-бека Ахвердова, написанный в 1922 году.

## Анализ произведения
По словам литературоведа Камрана Мамедова, герой рассказа «Старый тарист» тарист Джавад особенностями своего характера напоминает Мирзу Сафара, героя другого рассказа Ахвердова «Мирза Сафар». Он также не знает что такое подхалимство.
Тарист Джавад радуется, видя, что его искусство не умрёт, и, что оно вернётся в лице молодого поколения.
По словам литературоведа А. Мамедова «Старый тарист» А. Ахвердова наряду с рассказом Дж. Мамедкулизаде «Кеманча» повествует о любви азербайджанских писателей к музыке.